# Anfidolia
Anfidolia (en griego, Άμφιδολία) es el nombre de un lugar situado en la región griega de Élide.
Sus habitantes son citados por Jenofonte en el marco de la guerra contra Élide de los espartanos y sus aliados dirigidos por Agis II hacia el año 399 a. C. Los anfídolos, junto a los habitantes de otras ciudades de su entorno, se unieron al ejército de Agis y tras el fin de las hostilidades, Élide se vio obligada a perder el dominio de esas ciudades y concederles la libertad, entre ellas Anfidolia.
Posteriormente sus habitantes también formaron parte del ejército lacedemonio que luchó el año 394 a. C. en la batalla de Nemea.
Estrabón menciona que en su territorio se encontraba las ciudades de Alisio y Marganas.
Algunos autores la califican como ciudad, pero otros la mencionan como si fuera una región de Pisátide.